# Mikko Jokela (politiker)

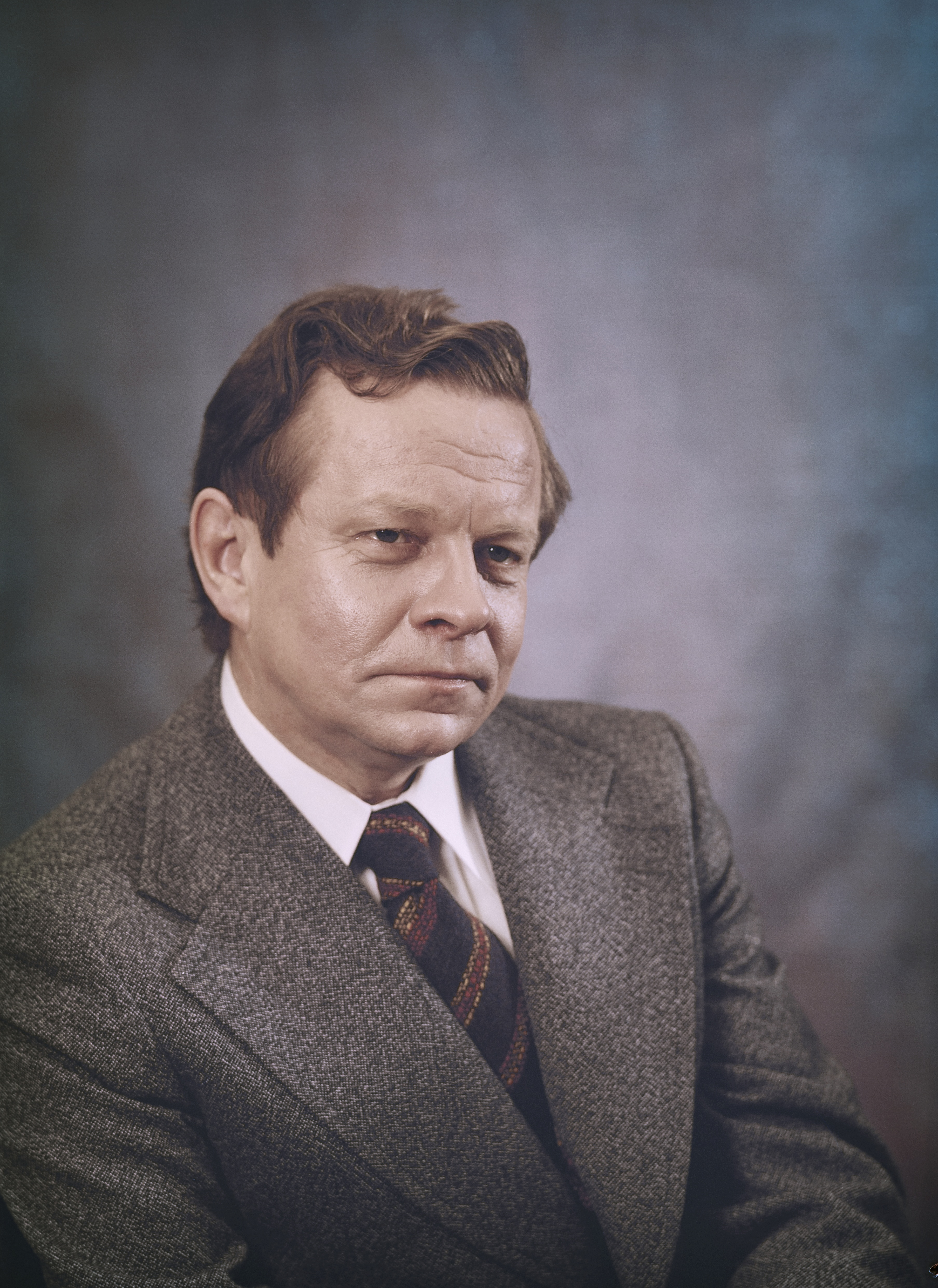
Mikko Jokela

Mikko Eljas Eenokki Jokela, född 10 oktober 1928 i Rovaniemi, död 17 december 2007 i Rovaniemi, var en finländsk politiker (centerpartist).
Jokela var ledamot av Finlands riksdag från Lapplands valkrets 1972–1987. I regeringen Sorsa III tjänstgjorde Jokela som minister i statsrådets kansli och som minister i inrikesministeriet 1982–1983.
Jokela studerade vid Helsingfors universitet och var både politices magister och vicehäradshövding. Innan han blev invald i riksdagen hade Jokela en advokatbyrå i Kemijärvi och tjänstgjorde som kommundirektör i Rovaniemi landskommun.